# یونیورسال کریتیو
یونیورسال کریتیو (انگلیسی: Universal Creative) شرکت مهندسی آمریکایی است، که در سال ۱۹۶۸ تأسیس شد.